# 株杉

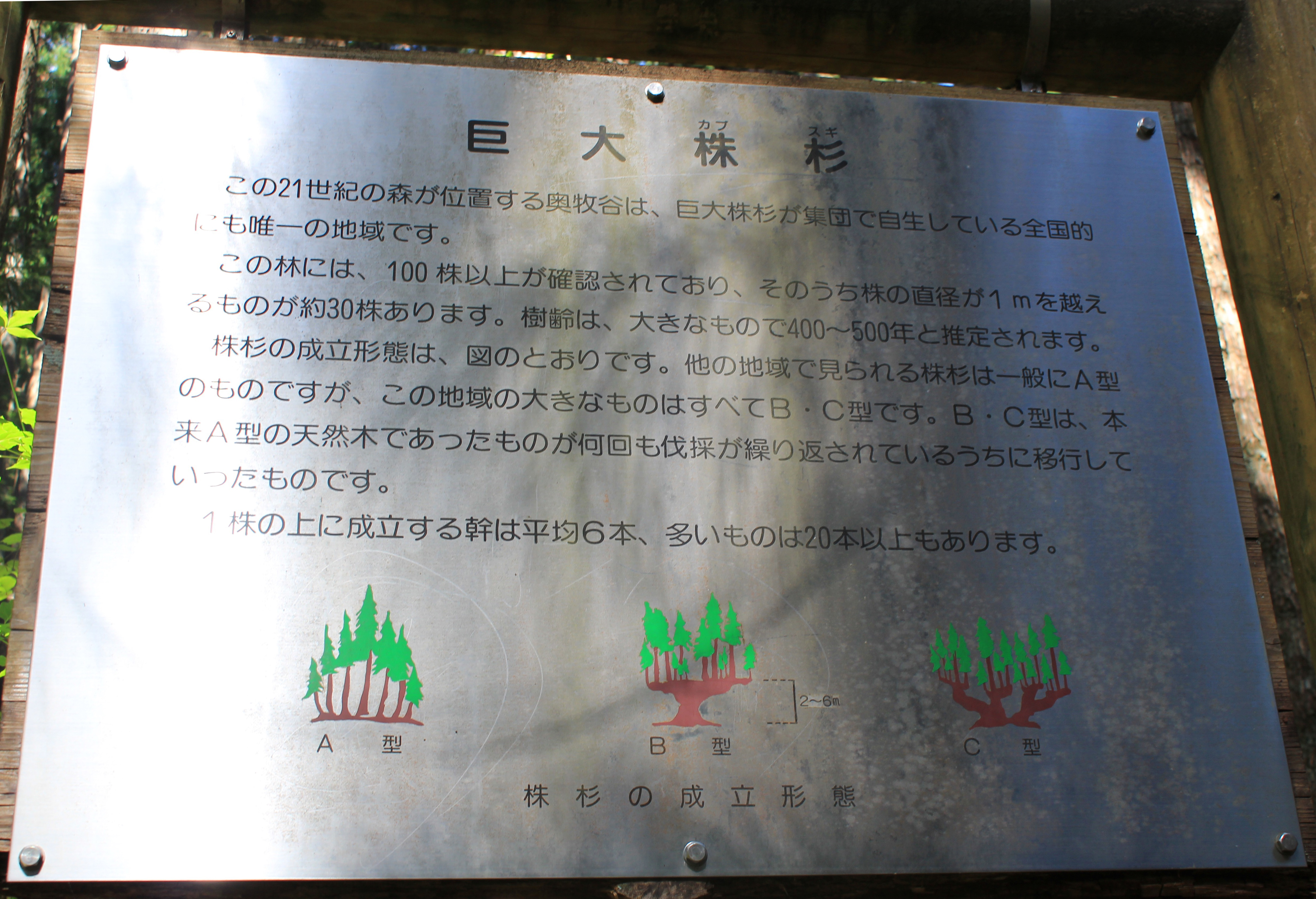
株杉の成立形態の説明書き

株杉（かぶすぎ）は、岐阜県において一般的なスギと異なる特異な生え方をしたスギを指す名称。岐阜県関市の蕪山登山道（板取地区「21世紀の森公園」内）に群生する株杉が知られており、以降本項では特に断らない限り同市の株杉について述べる。
同所では一本の幹が地上2 - 6 mの高さで複数に分かれている株杉が複数群生している。推定樹齢は400年から500年といわれており、全国的にもめずらしい。

## 特徴
岐阜県にはスギの巨木が多く、岐阜県の飛騨・奥美濃の豪雪地帯に分布する天然杉の中には、立条性や伏条性によって特異な形状を示す杉がある。
同地に群生する株杉は直立したところを0 mとして樹型を観察したところ、次の3つの形態に大別することが出来た。
- A型（根頸萌芽）：地際から萌芽したもの
- B型（株萌芽）：親株の立条枝が2 - 6 m高で株立ちした「北山台杉」 状のもの
- C型 （根頸＋株萌芽）：地際から株立ちしたものが台杉に移行したもの

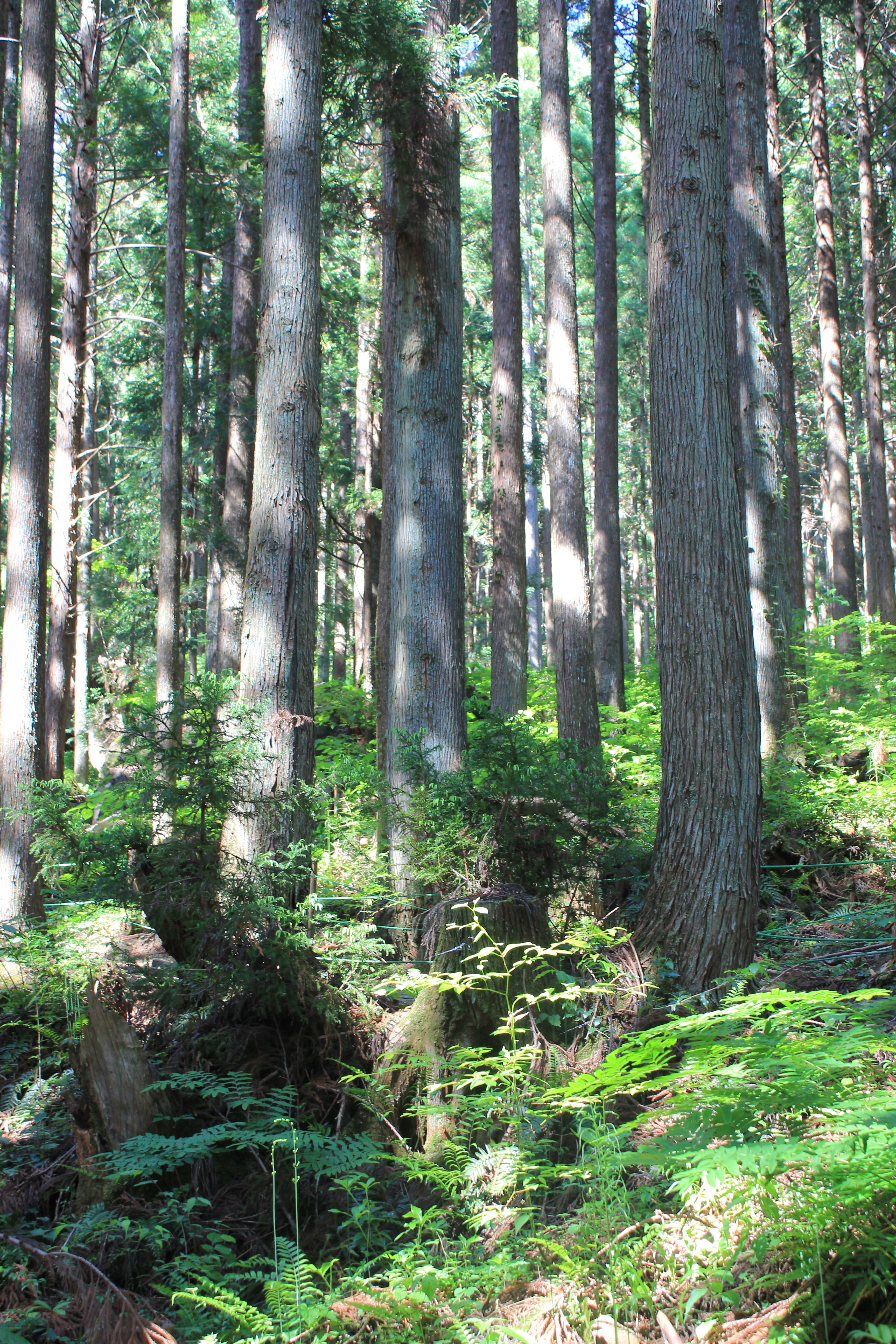
A型
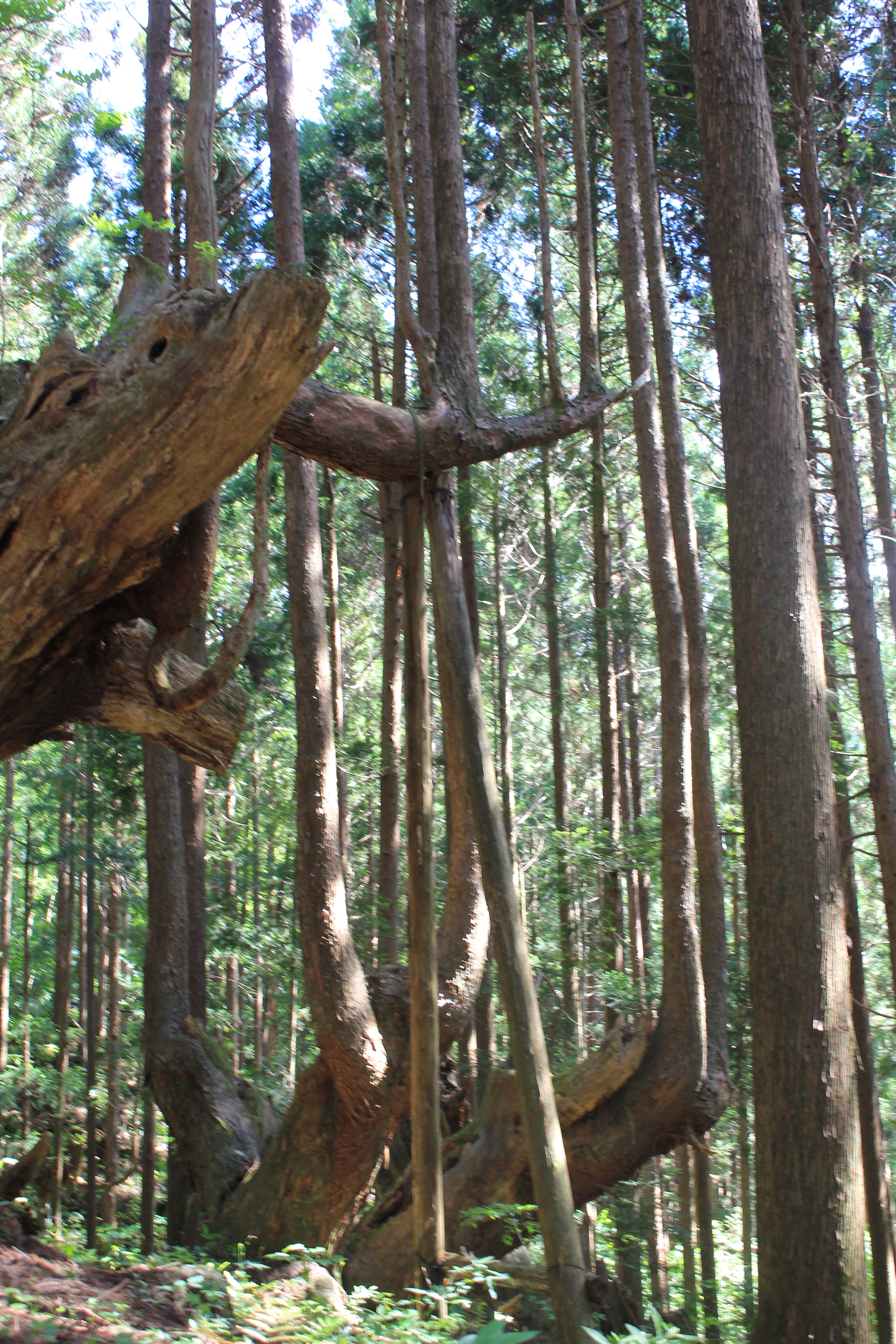
B型
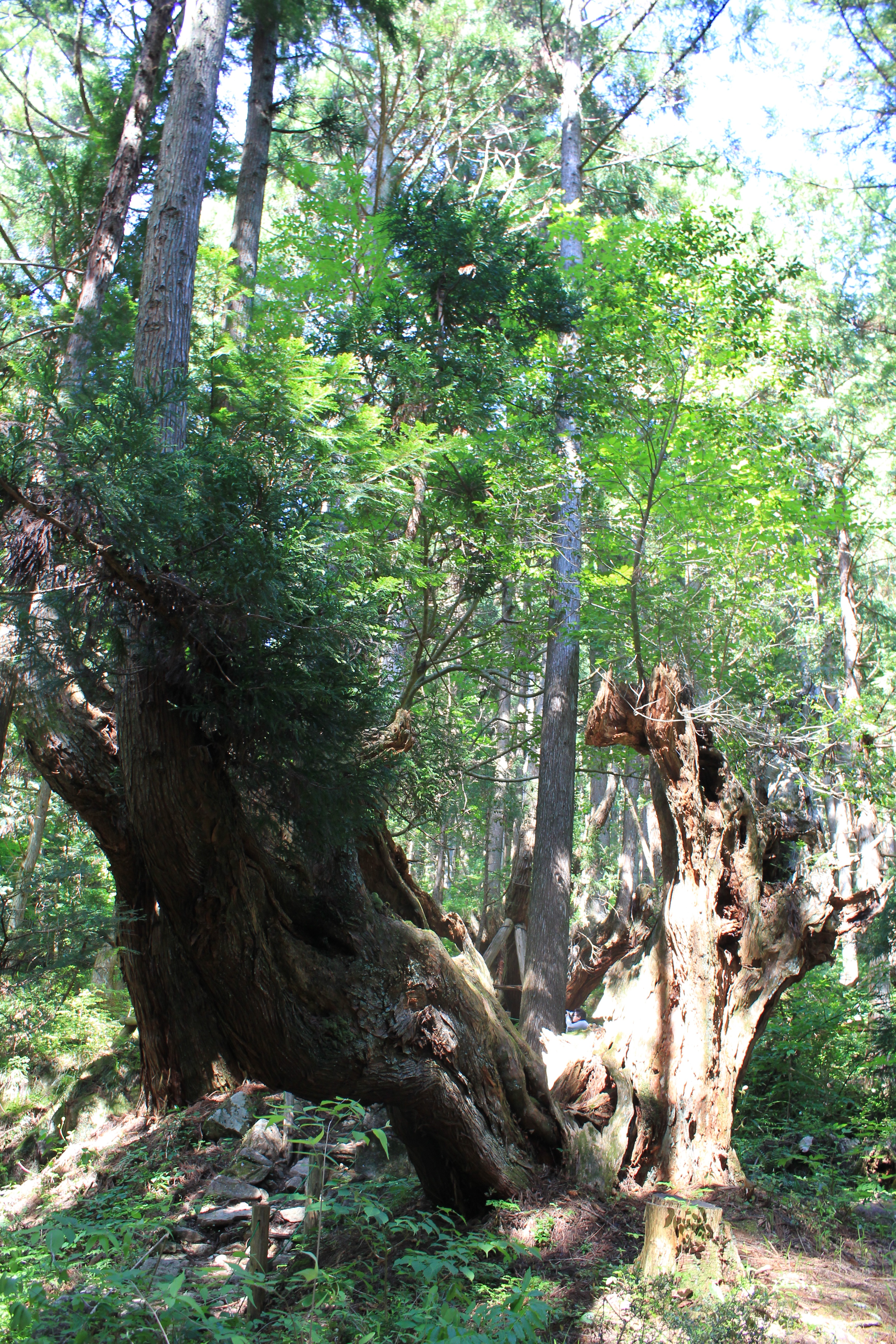
C型

このうち、B・C型の54株については、外観から株上で杉の実勢個体が更新・着生しており株が単一クローンによるものか複数のクローンの合体によるものかを調査したところ、本来単一クローンであった株が複合株化しつつ有ると考えられる研究結果が得られた。
現地にある大型の株杉はすべて部分的に腐朽が進行しており、株の伐採許可も得にくいため直接樹齢を測定することが難しく、また、古文書等も見つかっていないことから、樹齢は判然としない。林の中にある腐朽株および製材品について年齢を調べたところ大部分の株は樹齢500年近いと考えられ、天然杉であることがうかがえる。山形県小口の「山の内杉」も株杉同様、特異な形態を示す株杉であり、両者の共通性がうかがわれる。
関市の株杉が現在のような樹型に移行した起因は判然としないが、小口の山の内杉のように、雪によるものとは考えにくい。それは、山の内杉が最深雪時の深さと同じで多幹型を示しているのに対して、板取の株杉は最深雪時の深さが1.5 m - 2.0 mであることにもかかわらず、立状木の発生位置が地上から2 - 6 mと一定では無く、B型、C型の株に雪の影響を受けやすい斜立下ものが多く見られることからも分かる。昭和30年代まで立条木を伐採利用し、その切り株が根曲がり部分を残している点から考えて、本来、伏状更新していた天然木の通直な部分だけを伐採利用していたため、切り株から発生していた立条枝が直立することによって現在のような形に移行してきたものと考えられる。

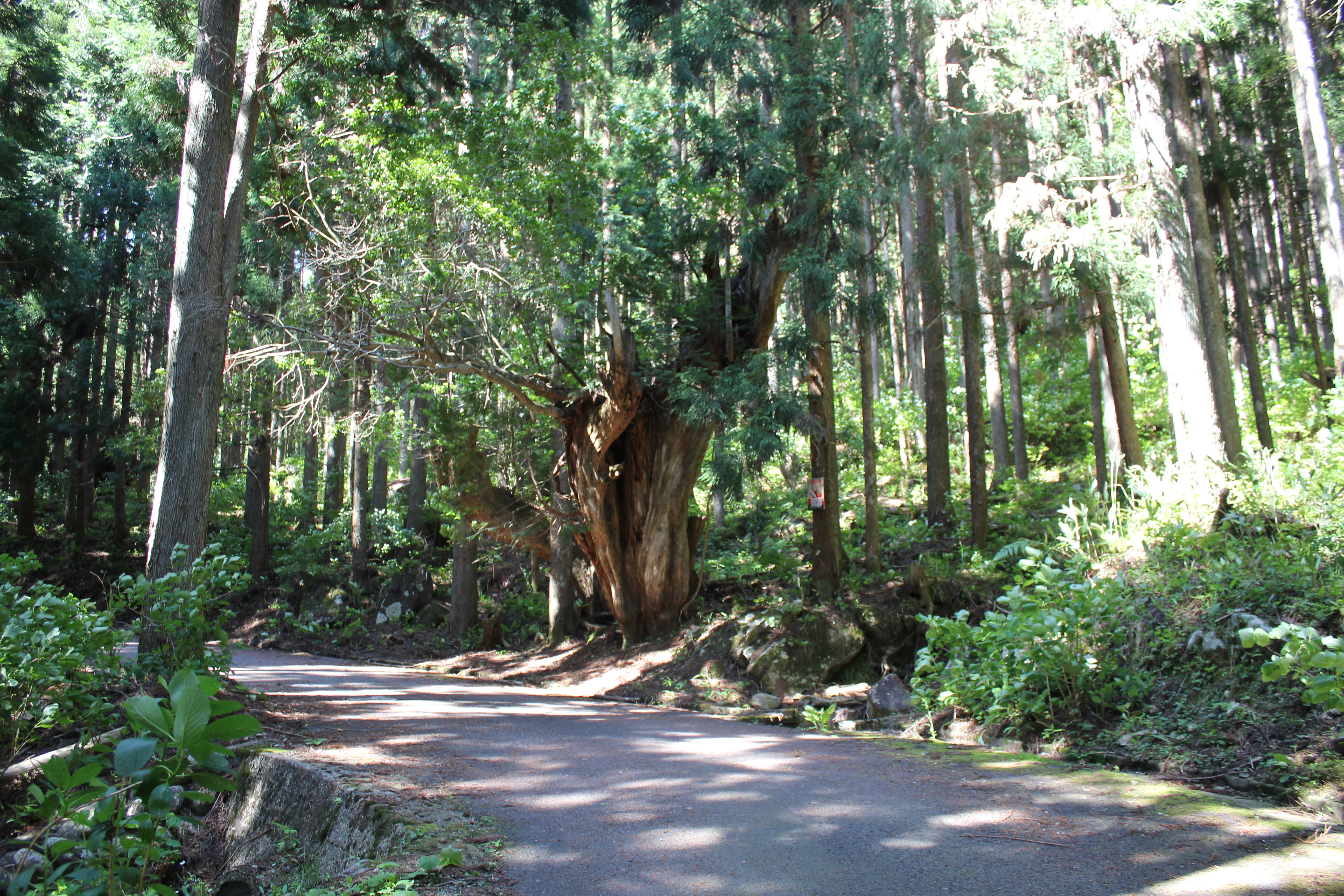
入り口付近で出迎える巨大な株杉
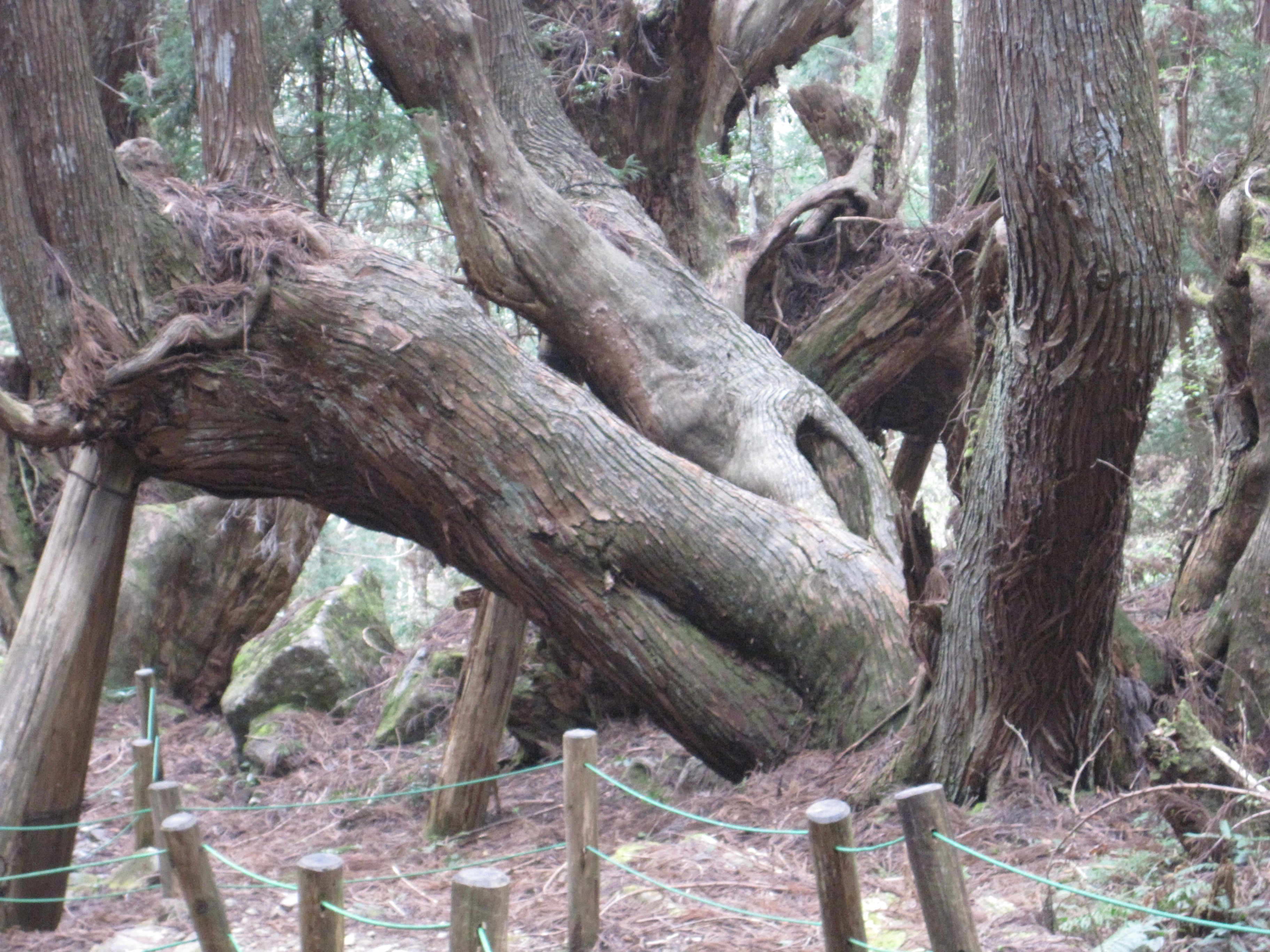
森の中心付近にある老木

## 公共交通機関でのアクセス
- 関市まで
  - 鉄道
    - JR東海高山本線・太多線美濃太田駅で長良川鉄道越美南線[7]に乗り換え、関駅下車 - 関シティターミナル最寄り駅

  - バス
    - 岐阜バス名古屋関美濃町線（高速バス）で関シティターミナル下車[8]
- 関市内
  - 岐阜バス岐阜板取線[9] または関シティバス関板取線[10] [11]「ほらどキウイプラザ（終点）」下車、板取地域バス（別名：板取ふれあいバス）に乗り換え[12] [13]、「21世紀の森」バス停から徒歩200 m。

## その他
2016年（平成28年）、野村證券が当地の株杉の一つでテレビ用企業CMのロケを行っている  。